# Evelyn Glennie
Evelyn Elizabeth Ann Glennie, (Aberdeen, Escocia, 19 de julio de 1965) es una percusionista virtuosa escocesa. Desde los 12 años fue diagnosticada con sordera profunda, y ella misma señala haber aprendido por su cuenta a oír con partes de su cuerpo diferentes del oído.

## Biografía

### Primeros años
Glennie nació y se crio en Aberdeenshire. Su padre era Herbert Arthur Glennie, un acordeonista en una banda de baile country escocés. Las tradiciones musicales indígenas del noreste de Escocia fueron importantes en el desarrollo de la joven música, cuyos primeros instrumentos fueron la armónica y el clarinete. Glenn Gould, Jacqueline du Pré y Trilok Gurtu también influyeron en ella. Estudió en Ellon Academy y en la Royal Academy of Music. Fue miembro de la Joven Orquesta Nacional de Escocia. También de los Cults Percussion Ensemble, formado en 1976 por el educador musical local de Ron Forbes, con quienes hizo giras y grabó un álbum que fue relanzado en Trunk Records en 2012.

### Presente
En 2012, Glennie participó junto con Underworld en uno de los temas oficiales de los Juegos Olímpicos de Londres 2012, titulado "And I Will Kiss".

### Sordera
Glennie tiene sordera profunda desde la edad de 12 años. Comenzó a perder el oído a partir de los 8. Esto no le ha impedido interpretar música en el ámbito internacional. Para poder sentir la música, toca con los pies descalzos, tanto en sus conciertos en vivo como en las grabaciones.
Glennie sostiene que la sordera es en gran medida mal entendida por el público. Ella afirma haber aprendido a oír con otras partes de su cuerpo que no sean sus oídos. En respuesta a lo que describió como la mayoría de los informes inexactos difundidos por los medios de comunicación, Glennie publicó "Ensayo de la audición" en el que ella discute su condición.

## Premios y reconocimientos
- Premio Musical Léonie Sonning, 2023[7]
- Premio de Música Polar, 2015[4]
- Premio Grammy al mejor solista instrumental clásico, 2014
- Anexo:Premio Grammy a la mejor interpretación de música de cámara, 1989